# Amphoe Si Racha
Amphoe Si Racha (Thai: อำเภอ ศรีราชา, Aussprache: [ampʰɤː sǐː raːt͡ɕʰaː]) ist ein Landkreis (Amphoe – Verwaltungs-Distrikt) in der Provinz Chonburi. Die Provinz Chonburi liegt im Osten der Zentralregion von Thailand.
Die größte Stadt des Amphoe ist seit 2013 Chao Phraya Surasak, die allerdings keine Stadt im siedlungsgeographischen Sinne ist, sondern nur zu Verwaltungszwecken zu einer erklärt wurde.

## Geographie
Si Racha liegt an der Ostküste am Golf von Thailand, etwa 120 Kilometer südwestlich der Hauptstadt Bangkok, auf halbem Weg zwischen Chonburi und Pattaya.
Die benachbarten Amphoe sind im Uhrzeigersinn von Norden aus: Mueang Chonburi, Ban Bueng, Nong Yai, Pluak Daeng (Provinz Rayong), Bang Lamung und der Golf von Thailand.

## Wirtschaft
Der in den 1990er-Jahren neu angelegte Handelshafen in Laem Chabang bildet einen wichtigen Wirtschaftsfaktor für Amphoe Si Racha. Er war 2011 mit einem Umschlag von 5,73 Millionen TEU (etwas weniger als das Container-Terminal Bremerhaven) der 23. unter den meist angelaufenen Containerhäfen der Welt.

## Sehenswürdigkeiten
Siehe: Si Racha

## Bildung

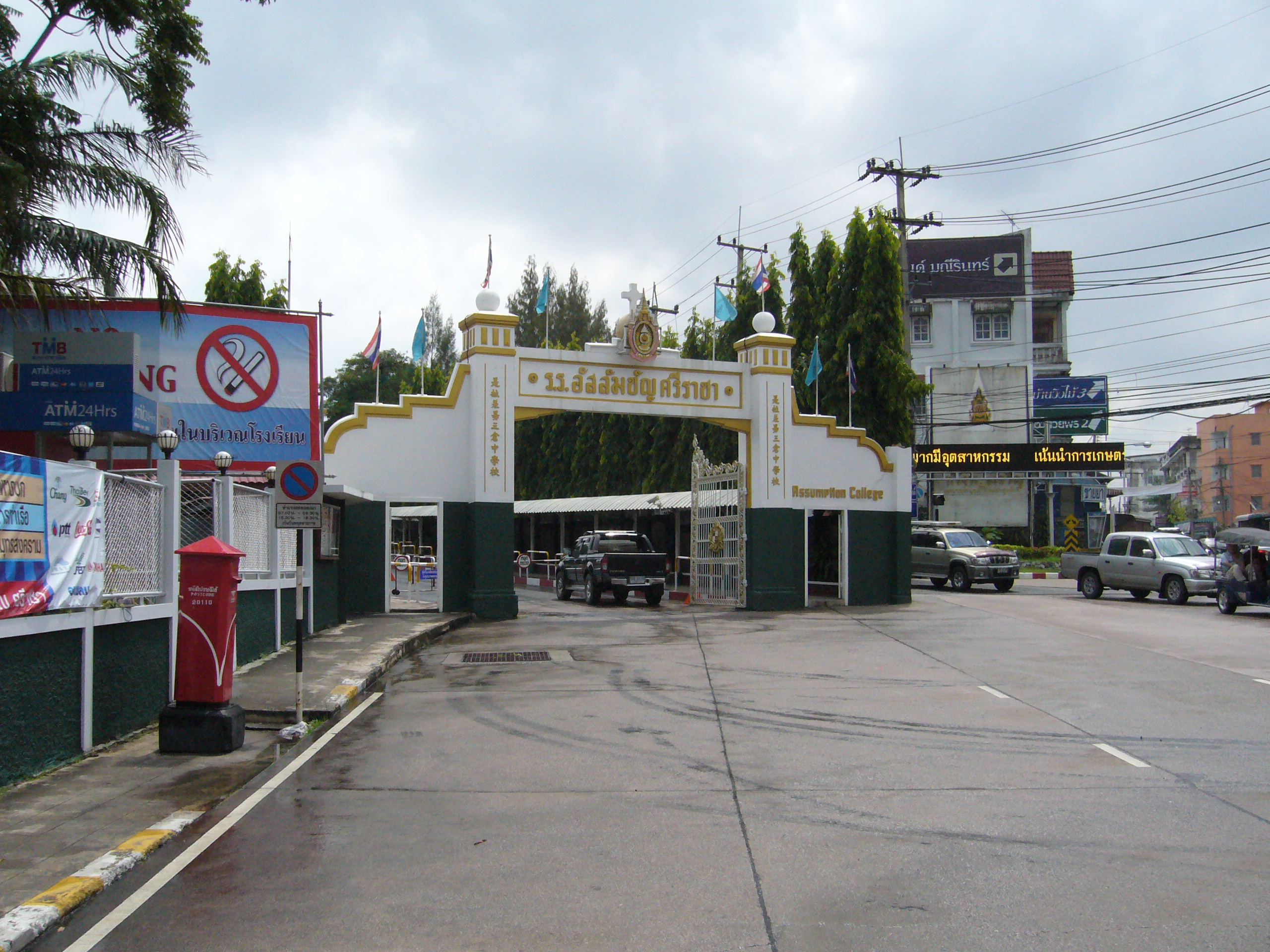
Haupteingang zur Assumption-Schule Si Racha

Amphoe Si Racha ist der Sitz des Hauptcampus der Technischen Universität Rajamangala Tawan-ok. Hier befindet sich außerdem ein Nebencampus der Kasetsart-Universität.
In Si Racha gibt es außerdem einen Ableger der renommierten, von den Gabrielistenbrüdern betriebenen, privaten Assumption-Schule.

## Verkehr
Durch Amphoe Si Racha führt ein Zweig der Ostlinie der Thailändischen Staatseisenbahn und hat hier zwei Haltepunkte (Bang Phra und Abzweig Si Racha). Der Hafen Laem Chabang ist mit einer eigenen Strecke für den Güterverkehr erschlossen.
Durch den Bezirk führt die streckenweise mautpflichtige Autobahn 7 (Bangkok-Chonburi Motorway), die Bangkok mit Pattaya verbindet, sowie die ältere Thanon Sukhumvit (die östliche Hauptausfallstraße Bangkoks; Nationalstraße 3), die in der einen Richtung nach Bangkok und in der anderen bis an die kambodschanische Grenze führt.

## Sport
In Amphoe Si Racha ist der thailändische Erstliga-Fußballverein FC Sriracha beheimatet.

## Verwaltung

### Provinzverwaltung
Der Landkreis Si Racha ist in acht Tambon („Unterbezirke“ oder „Gemeinden“) eingeteilt, die sich weiter in 72 Muban („Dörfer“) unterteilen.
| Nr. | Name          | Thai     | Muban | Einw.  |
| --- | ------------- | -------- | ----- | ------ |
| 01. | Si Racha      | ศรีราชา   | 0-    | 22.209 |
| 02. | Surasak       | สุรศักดิ์    | 10    | 61.922 |
| 03. | Thung Sukhla  | ทุ่งสุขลา   | 12    | 36.113 |
| 04. | Bueng         | บึง       | 09    | 34.979 |
| 05. | Nong Kham     | หนองขาม  | 11    | 37.780 |
| 06. | Khao Khansong | เขาคันทรง | 10    | 09.127 |
| 07. | Bang Phra     | บางพระ   | 12    | 29.534 |
| 08. | Bo Win        | บ่อวิน     | 08    | 25.604 |

### Lokalverwaltung
Es gibt zwei Kommunen mit „Großstadt“-Status (Thesaban Nakhon) im Landkreis:
- Laem Chabang (Thai: เทศบาลนครแหลมฉบัง) bestehend aus dem kompletten Tambon Thung Sukhla und den Teilen der Tambon Surasak, Bueng, Nong Kham, Bang Lamung.
- Chao Phraya Surasak (Thai: เทศบาลนครเจ้าพระยาสุรศักดิ์) bestehend aus den Teilen der Tambon Surasak, Bueng, Nong Kham, Khao Khansong, Bo Win.

Es gibt eine Kommune mit „Stadt“-Status (Thesaban Mueang) im Landkreis:
- Si Racha (Thai: เทศบาลเมืองศรีราชา) bestehend aus dem kompletten Tambon Si Racha.

Es gibt eine Kommune mit „Kleinstadt“-Status (Thesaban Tambon) im Landkreis:
- Bang Phra (Thai: เทศบาลตำบลบางพระ) bestehend aus Teilen des Tambon Bang Phra.

Außerdem gibt es vier „Tambon-Verwaltungsorganisationen“ (องค์การบริหารส่วนตำบล – Tambon Administrative Organizations, TAO)
- Nong Kham (Thai: องค์การบริหารส่วนตำบลหนองขาม) bestehend aus Teilen des Tambon Nong Kham.
- Khao Khansong (Thai: องค์การบริหารส่วนตำบลเขาคันทรง) bestehend aus Teilen des Tambon Khao Khansong.
- Bang Phra (Thai: องค์การบริหารส่วนตำบลบางพระ) bestehend aus Teilen des Tambon Bang Phra.
- Bo Win (Thai: องค์การบริหารส่วนตำบลบ่อวิน) bestehend aus Teilen des Tambon Bo Win.